# Hoạn tiểu thư
Hoạn tiểu thư (chữ Hán: 宦小姐) hay Hoạn thư (宦姐), là một nhân vật nữ trong Kim Vân Kiều truyện của Thanh Tâm Tài Nhân và Truyện Kiều của Nguyễn Du.

## Tên họ
Trong Kim Vân Kiều truyện, nàng được gọi với tên gọi Hoạn tiểu thư (宦小姐). Chữ "Hoạn" (宦) có nghĩa là giới quan lại (quan hoạn), tức nói nàng là tiểu thư con nhà quan. Mặt khác, Hoạn (宦) còn là một họ hiếm thấy ở Trung Quốc, với danh nhân lịch sử duy nhất của dòng họ là Hoạn Tích (宦绩), nhà thư pháp thời Minh, cùng thời đại với bối cảnh Kim Vân Kiều truyện và Truyện Kiều.
Trong Truyện Kiều, nàng được gọi là Hoạn Thư (宦姐), thường được hiểu thành người họ Hoạn tên Thư. Ngoài ra, chữ "Thư" (姐) còn đọc là "Tỷ", do đó Hoạn thư còn có khả năng mang nghĩa "chị Hoạn".

## Xuất thân
Hoạn tiểu thư được giới thiệu là con gái của quan thiên quan thuộc bộ Lại (吏部天官; Lại bộ thiên quan). Nàng là vợ của Thúc Thủ (束守), tức Thúc Sinh (sĩ tử họ Thúc) trong Truyện Kiều.

## TrongKim Vân Kiều truyện
Trong Kim Vân Kiều truyện, Hoạn tiểu thư được nhắc đến lần đầu tại hồi thứ mười một Khốc hoàng thiên Bình Khang ký hận; Tuý phong lưu kim ốc mưu kiều (哭皇天平康寄恨　醉風流金屋謀嬌).

## TrongTruyện Kiều
Trong "Truyện Kiều", Hoạn tiểu thư được nhắc đến lần đầu tại câu thơ thứ 1529 và 1530:
Chữ Nôm:
本𣳔戶宦名家
𡥵官吏部𠸛羅宦姐
Dịch âm chữ quốc ngữ:
Vốn dòng họ Hoạn danh gia
Con quan Lại bộ tên là Hoạn thư
Hoạn tiểu thư là người phụ nữ xinh đẹp, thông minh nhưng được biết đến nhiều nhất là người có tính ghen tuông. Hoạn Thư thường được người Việt dùng để chỉ những người phụ nữ hay ghen tuông.

## Trong văn hoá đại chúng
| Năm  | Tác Phẩm | Diễn Viên   | Nhân Vật |
| 2020 | Kiều     | Cao Thái Hà | Hoạn Thư |